# Großbrand von Herborn

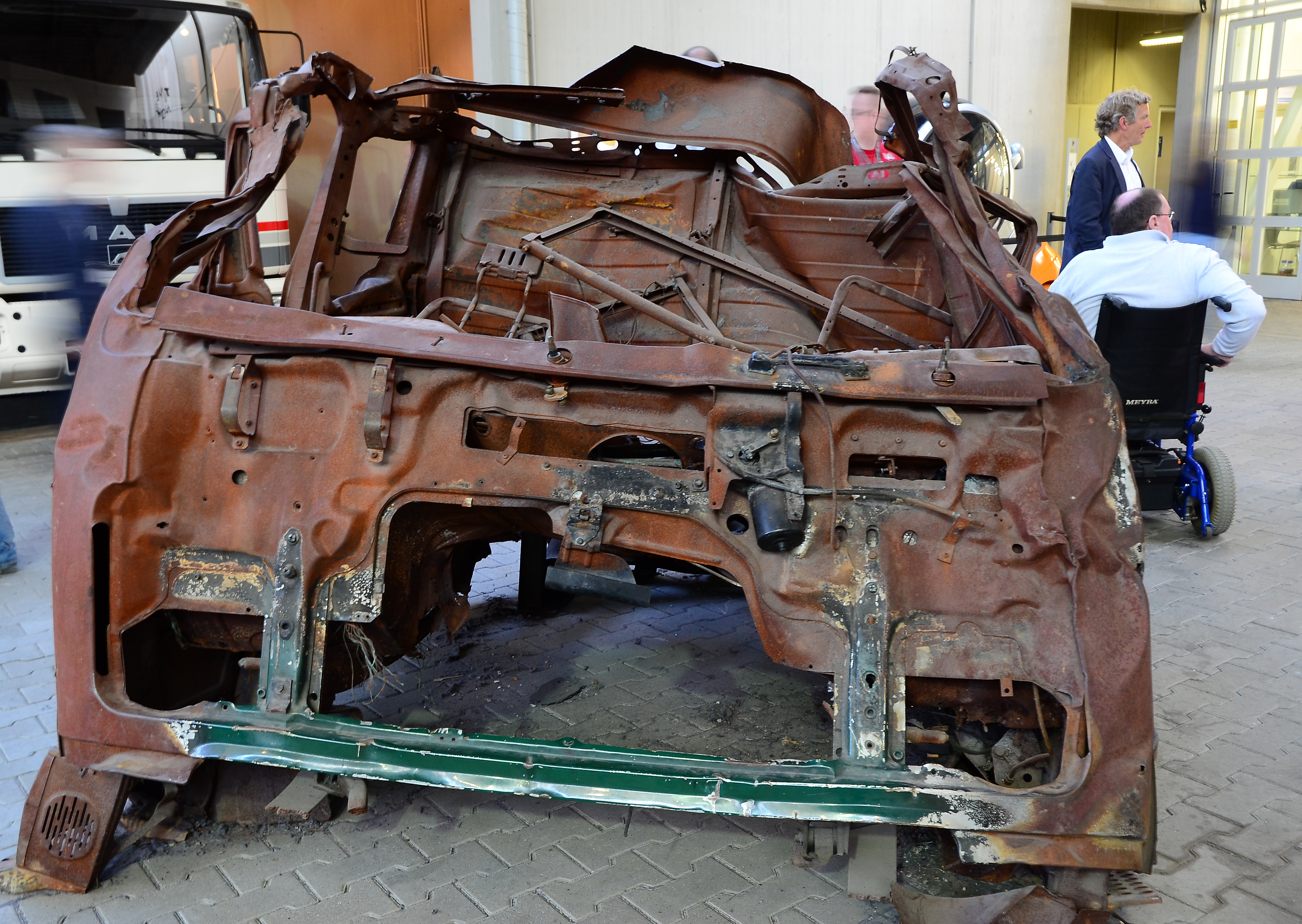
Reste der Sattelzugmaschine des in Herborn verunfallten Tankwagens von vorne

Der Großbrand von Herborn wurde am 7. Juli 1987 gegen 21 Uhr durch den Unfall eines Tankwagen-Sattelzuges ausgelöst. Dabei kamen in der hessischen Stadt Herborn (Lahn-Dill-Kreis) sechs Menschen ums Leben und 38 wurden verletzt. Zwölf Häuser brannten ab und 44 Menschen verloren dadurch ihre Wohnungen.

## Unfallhergang
Am Abend des 7. Juli 1987 befuhr ein fünfachsiger Sattelzug aus Koblenz die Bundesstraße 255 in Richtung Osten. Der Sattelauflieger war mit 28.000 Litern Benzin und 6.000 Litern Dieselkraftstoff beladen. Etwa drei Kilometer vor Herborn beginnt ein achtprozentiges Gefälle, das der Fahrer des Sattelzuges kannte. Er plante deshalb, Herborn über die BAB 45 zu umfahren. Da die Bremsen des Lkw versagten, gelang es ihm jedoch nicht, mit verringerter Geschwindigkeit in die Autobahnauffahrt einzubiegen.
Er rollte mit dem Lkw weiter bergab in die Stadt hinein. In der Innenstadt, an der Kreuzung Westerwaldstraße/Hauptstraße, kippte der Sattelzug in einer Kurve aufgrund zu hoher Geschwindigkeit um 20:43 Uhr vor einer Eisdiele um und rutschte noch ca. 20 m auf der Straße weiter. Das Eiscafé war an dem warmen Sommerabend gut besucht. Die im oberen Stockwerk des Gebäudes liegende Pizzeria war geschlossen. Während Passanten den Fahrer des Lkw aus dem Führerhaus befreiten, liefen mehrere tausend Liter Benzin aus und über die Straße in das Lokal und die Kanalisation. Etwa drei Minuten nach dem Unfall kam es zur Zündung des Treibstoff-Gemisches.
Nachdem der Fahrer des Lkw aus dem Führerhaus befreit worden war, warnte er die Passanten vor einer Explosion und forderte die Menschen auf, den Unglücksort zu verlassen. Einige nahmen die Warnungen des Fahrers jedoch nicht ernst und blieben. Kurz darauf erschütterten Explosionen die gesamte Altstadt. Kraftstoffdämpfe explodierten in der Kanalisation, mehrere Hausfassaden stürzten ein und Kanaldeckel flogen noch in 700 m Entfernung hoch. Autos wurden umgerissen und die Oberfläche des nahegelegenen Flusses Dill stand teilweise in Flammen. Zwölf Häuser brannten vollständig aus.

## Rettungs- und Bergungsmaßnahmen
Um 20:59 Uhr wurde Katastrophenalarm ausgelöst. Ernst Achilles, Direktor der Branddirektion Frankfurt am Main, war zum Unglückszeitpunkt zufällig in der Nähe und kam, durch die Radiomeldungen informiert, sofort zum Unglücksort. Die Freiwillige Feuerwehr der Stadt Herborn hatte an jenem Dienstag ihren Übungs- und Kameradschaftsabend. Daher konnten die ersten Feuerwehrleute schon etwa vier Minuten nach dem Unglück an der Einsatzstelle eintreffen. Zur Unterstützung der örtlichen und umliegenden Feuerwehr- und Katastrophenschutzkräfte – u. a. die THW-Ortsverbände von Dillenburg und Solms waren vor Ort – alarmierte Achilles auch die Berufsfeuerwehr der 100 km entfernten Stadt Frankfurt, die unter seiner Leitung mit Spezialgerät Unterstützung leistete. Insgesamt waren über 500 Feuerwehrleute eingesetzt. Gegen 01:30 Uhr waren die akuten Brandherde so weit gelöscht, dass mit den Bergungsarbeiten begonnen werden konnte.
Fünf Menschen starben unmittelbar durch die Flammeneinwirkung oder unter den Trümmern. Eine Frau erlag in der Aufregung einem Herzinfarkt. Sieben Brandopfer konnten sofort gerettet und in Kliniken transportiert werden. Insgesamt gab es 38 Verletzte.
Die Versorgungsbetriebe stellten die Gasversorgung und teilweise die Stromversorgung sowie Teile des Telefonnetzes ab, um die Explosionsgefahr zu reduzieren. In Radiohinweisen und Fernseheinblendungen der öffentlich-rechtlichen Sendeanstalten wurden die Einwohner der Stadt auf die Explosionsgefahren hingewiesen und aufgefordert, Fenster und Türen geschlossen zu halten. Der Einsatz der Rettungs- und Bergungskräfte dauerte bis zum Morgen des 9. Juli. Zur Berichterstattung kamen bis zu 800 Journalisten in den Ort.
Am zweiten Tag wurde der ausgebrannte Tanklastzug mit zwei Autokränen auf einen Sattelauflieger gehoben und auf das Gelände der Daimler-Benz-Niederlassung in Dillenburg gebracht. Dort konnten Mitarbeiter den Lkw unkontrolliert demontieren, weil nicht wegen der EPS (siehe unten) ermittelt wurde. Die defekten Bremsen des Aufliegers wurden von Daimler-Benz-Mitarbeitern ausgebaut und untersucht.

## Strafrechtliche Aufarbeitung

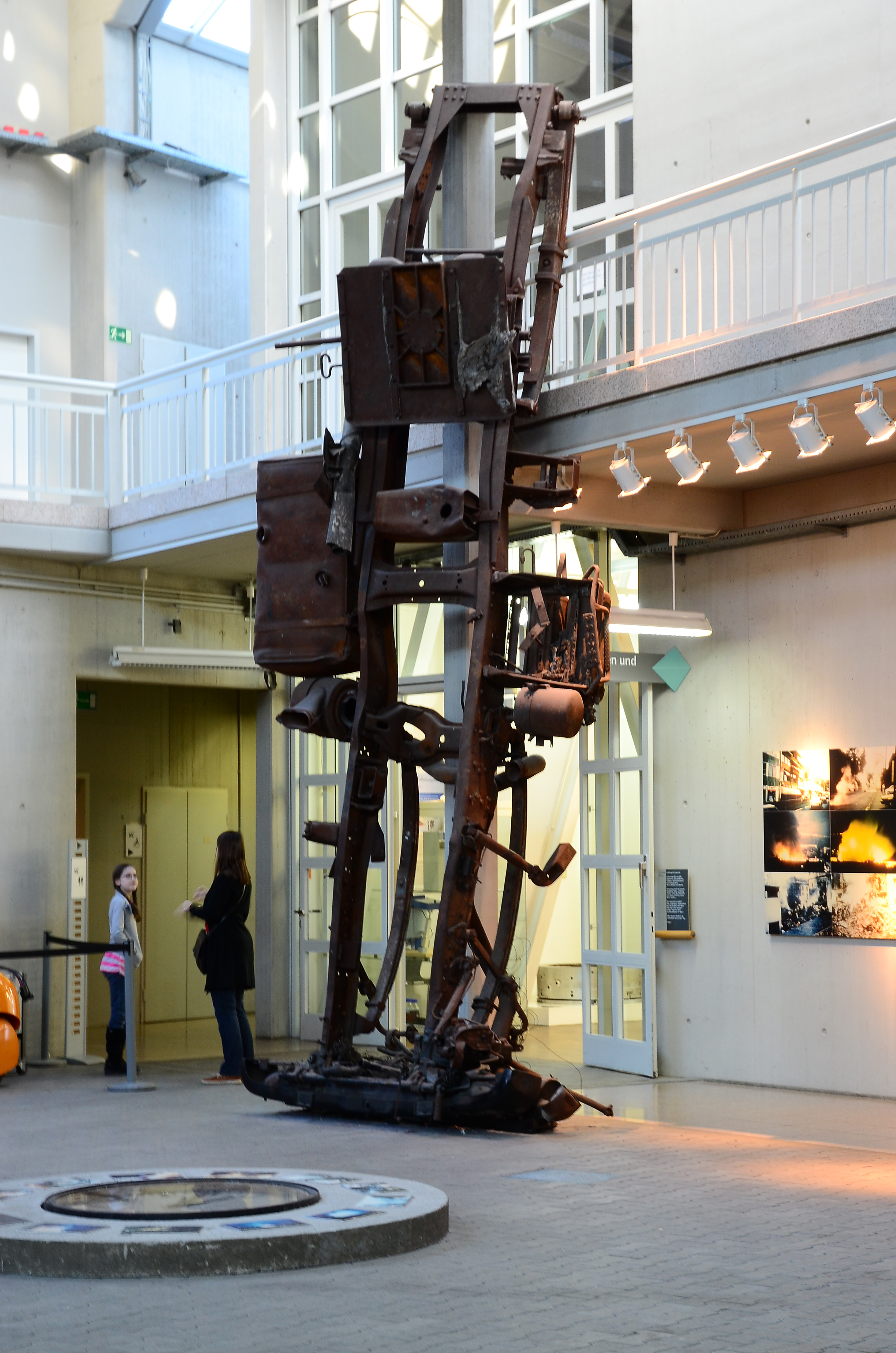
Reste des Zugmaschinen-Fahrgestells des in Herborn verunfallten Tankzuges

In dem auf das Unglück folgenden Strafverfahren sprach das Landgericht Limburg nach einem elfmonatigen Prozess am 17. Januar 1990 das Urteil: Der Spediteur wurde zu einer zweieinhalbjährigen Haftstrafe und der Fahrer zu einer eineinhalbjährigen Haftstrafe auf Bewährung verurteilt. Als Auslöser des Unglücks wurden überhitzte, verschlissene Bremsen sowie die wissentliche Inbetriebnahme des nicht mehr verkehrssicheren Fahrzeugs festgestellt. Der Spediteur habe sich sogar über die Bedenken seines Werkstattleiters hinweggesetzt und die Fahrt angeordnet, so das Gericht. Auch habe der Fahrer kurz vor dem Unglück eine Pause gemacht, ratlos die qualmenden Bremsen begutachtet und sich für die Weiterfahrt entschieden. Das Urteil wurde durch den Bundesgerichtshof bestätigt.
Die in Zusammenhang mit der Gefällestrecke fehlende Notfallspur und das fehlende Gefahrstoffverbot für die Ortsdurchfahrt führte zu keiner Anklage von Vertretern der Straßenbaubehörde wegen falscher Risikoeinschätzungen. Mangels Bau- und Zulassungsvorschriften für Schaltgetriebe konnten auch keine Mercedes-Ingenieure zur Verantwortung gezogen werden.

## Ursachen
Erste Brems- und Schaltprobleme traten schon während der Fahrt auf, worauf der Fahrer anhielt, das Fahrzeug begutachtete und sich danach für die Weiterfahrt entschied. Er gab in den Ermittlungen weiterhin an, auf der Gefällestrecke geblieben zu sein, da er nach dem Gefälle wieder auf eine Steigung hoffte. Mangelnde Streckenkenntnis, ein fehlender Bremsnachsteller, die topografischen Verhältnisse, damals noch fehlende Notfallspuren, Gefahrgutverbote und Gewichtsbeschränkungen für die Ortsdurchfahrt führten zu einer Verkettung der Umstände und zu dem Unglück.
Weil der Fahrer angab, dass er in der Gefällestrecke nicht mehr herunterschalten und den Motorbremseffekt nutzen konnte, wurde im Rahmen der Ermittlungen anfangs auch die damals neue und noch störungsbehaftete elektropneumatische Schaltung, mit der die Zugmaschine vom Typ Mercedes-Benz 1635 S ausgerüstet war, als mögliche Ursache untersucht. Die Getriebesteuerung war so programmiert, dass das Einlegen eines Ganges, der eine zu hohe Drehzahl des Motors zur Folge gehabt hätte, von der Elektronik verhindert wurde. Das Getriebe befand sich danach im Leerlauf und nahm keinen anderen Gang mehr an, somit entfiel bauartbedingt die Bremswirkung des Motors. Im Falle eines Elektronikausfalls kann nur durch den Stillstand des Lkw, ggf. auch durch Abstellen der Zündung das Funktionieren der Schaltung wiederhergestellt werden, da die Elektronik wie ein PC neu „gebootet“ werden muss. Damit fehlte also die Möglichkeit, im Falle eines Bremsversagens während der Fahrt die Motorbremse zu verwenden, und damit ein Sicherheitssystem. Diese Aussage wurde zunächst von dem an der Unfallaufklärung beteiligten Sachverständigen Breuer, Professor für Fahrzeugtechnik an der Technischen Hochschule Darmstadt, gestützt, der angab, dass „der Fahrer mit einem handgeschalteten Getriebe den Ausfall der Radbremsen [hätte] ‚kompensieren‘ können, indem er die während der Vollbremsung erreichte Minimalgeschwindigkeit mindestens gehalten hätte“.
Daher konnte der Sattelzug zwar anfangs noch mit der Druckluftbremsanlage abgebremst werden, wegen des hohen Gesamtgewichtes, der inzwischen zu hohen Geschwindigkeit und des erheblichen Gefälles kam es jedoch zu einer Überhitzung (Bremsfading). Die herkömmlichen Lkw-Schaltungen bei unsynchronisierten Getrieben lassen beim dementsprechenden hohen Überdrehen des Motors eine Schaltung in einen niedrigen Gang auch nicht mehr zu, da die Vorgelegewelle des Getriebes nicht über die Abregeldrehzahl des Motors beschleunigt werden kann, wobei aber eine etwas höhere Gangstufe noch möglich bleibt. Nach anfänglichen Ermittlungen gegen Daimler-Benz als Fahrzeughersteller konnte kein hinreichender Beweis für eine Fehlfunktion der EPS erbracht werden. Auch wenn Störungen an diesen Schaltungen anfangs recht häufig auftraten und Fahrer vielfach mit der neuen Bedienungsweise überfordert waren, sind die diversen Schalthilfen von Daimler-Benz (Sprintshift, Telligent, MPS) auch heute noch dahingehend programmiert, den Antrieb schädigende Schaltwünsche, wie das Überspringen mehrerer Gänge oder das Schalten in den Überdrehzahlbereich, nicht zuzulassen.
Obwohl die erhebliche Fehleranfälligkeit des EPS-Systems durch eine hohe Reklamationszahl schon vor dem Unfall dem Hersteller bekannt war, wurde keine Anklage gegen ihn erhoben. Die Aussage des Daimler-Benz-Direktors Ernst Göhring, dass es eine mangelhafte elektromagnetische Verträglichkeit der elektropneumatischen Schaltung gegeben hatte, verfolgte das Gericht nicht weiter. Ein Unternehmen ist strafrechtlich in Deutschland nicht deliktfähig; für eine strafrechtliche Ahndung hätte einzelnen Mitarbeitern von Daimler-Benz ein grob fahrlässiges oder vorsätzliches Verhalten nachgewiesen werden müssen, beispielsweise gegen Bauartvorschriften verstoßen zu haben, indem Parameter wie Gefällestrecke und Ausfall der Betriebsbremsen bei Programmierung der Schaltung nicht ausreichend berücksichtigt wurden. Da es (im Gegensatz zu Teilen wie Beleuchtung) für Fahrzeuggetriebe keine Bauartvorschriften gibt, fehlt es an einer Rechtsgrundlage für eine mögliche Strafbarkeit.

## Folgen

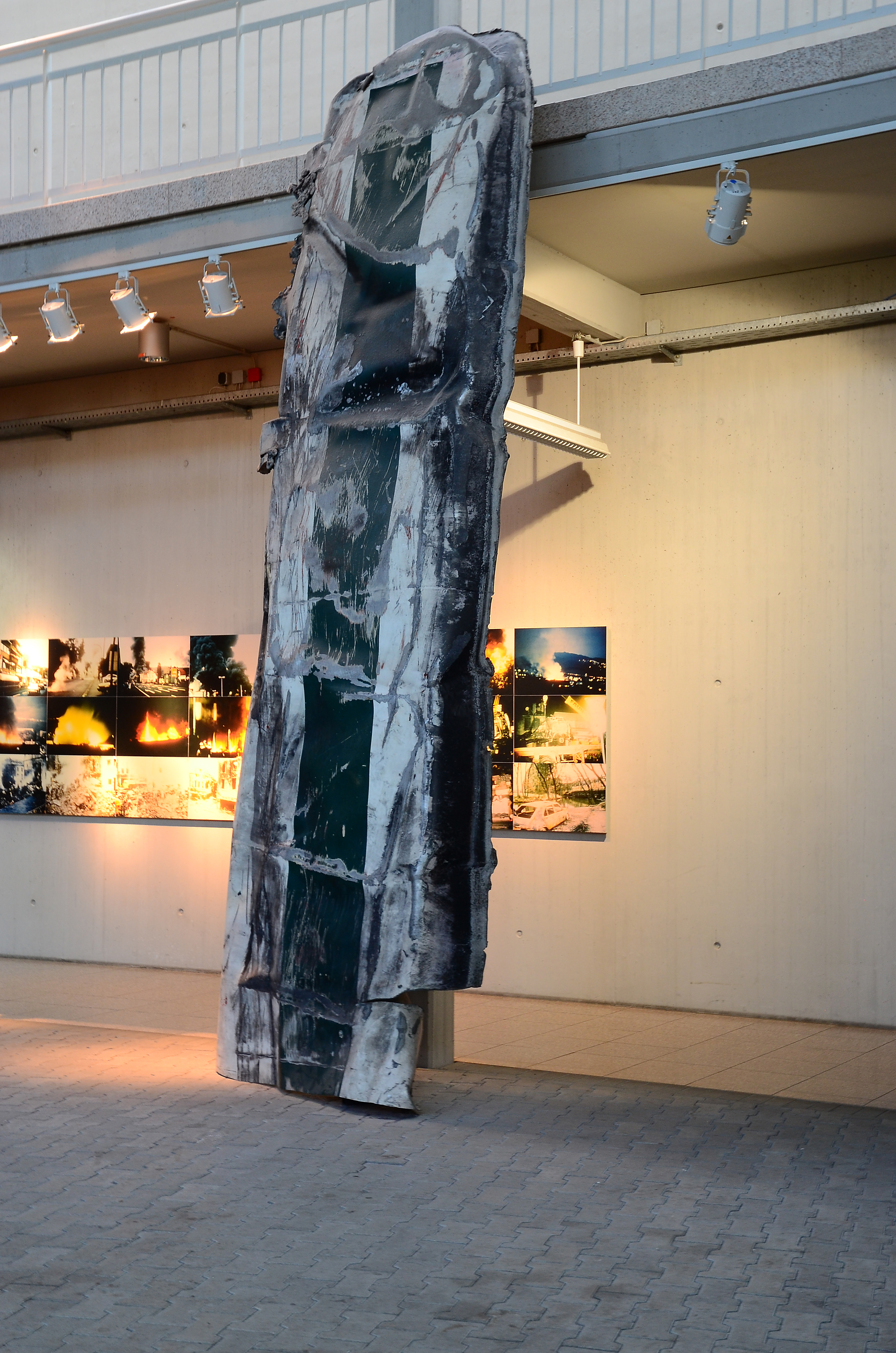
Reste des Aufliegers des in Herborn verunfallten LKW im DASA-Museum Dortmund

Der Unfall löste in der Bundesrepublik eine Debatte über Gefahrguttransporte aus. Der damalige Bundesverkehrsminister Jürgen Warnke kündigte verschärfte Sicherheitsbestimmungen und Kontrollen an.

### Straßenbau
Bald danach wurde in Herborn auf der Westerwaldstraße, die als Haupteinfallstraße von der A 45 durch den Stadtkern führt und die auch der verunglückte Tanksattelzug genommen hatte, in Höhe des Sportplatzes eine Notfallspur⊙ eingerichtet, über die nicht mehr beherrschbare Fahrzeuge in ein Kiesbett gelangen und dort zum Stillstand kommen. Zudem wurde ein Verbot für Lkw über 7,5 Tonnen verhängt, woran sich jedoch nicht alle Lkw-Fahrer hielten. Nach einem erneuten Lastkraftwagenunglück im Jahr 1993 wurde der Notfallspur eine enge Linkskurve vorangesetzt, die nur mit geringer Geschwindigkeit (Geschwindigkeitsbegrenzung 30 km/h) durchfahren werden kann; schnellere Fahrzeuge gelangen zwangsweise in die Notfallspur.
Nach dem Umbau der Anschlussstelle Herborn-West der A 45 wurde die B 255 durch eine Verschwenkung so verändert, dass der von Westen Richtung Stadtgebiet kommende Kfz-Verkehr zunächst gemeinsam mit dem Richtungsfahrstreifen zur A 45 in einer Rechtskurve auf die Autobahnauffahrt geführt und dann als Linksabbiegespur wieder auf die Westerwaldstraße verschwenkt wird. Fahrzeuge mit überhöhter Geschwindigkeit werden so auf die Autobahn umgeleitet, wo sie auf dem Standstreifen gefahrlos ausrollen können. Auf diese Verschwenkung folgt die oben erwähnte Notfallspur.

### Lkw-Entwicklung
Viele Hersteller von Lkw und Tankaufliegern arbeiteten daran, ihre Fahrzeuge sicherer zu gestalten. Neben ABS und ASR wurden berührungs- und verschleißfrei arbeitende Bremssysteme wie Retarder und Intarder entwickelt.
Unter der Bezeichnung TOPAS (Abkürzung für „Tankfahrzeug mit optimierten passiven und aktiven Sicherheitseinrichtungen“) war schon zuvor ein Tankauflieger mit zahlreichen technischen Neuerungen wie einem doppelwandigen Tankaufbau und einem tiefergelegten Schwerpunkt vorgestellt worden. Als Basisfahrzeug diente eine Sattelzugmaschine des Typs Mercedes-Benz 1635 S mit EPS, die baugleich mit dem verunglückten Sattelzug war. Viele der technische Neuerungen des TOPAS, wie eine Matrixanzeige, die dem rückwärtigen Verkehr das Ausscheren des Sattelzuges in Kurven anzeigt, eine automatische Feuerlöschanlage oder seitliche Kameras, die dem Fahrer einen Rundumblick ermöglichen, wurden in späteren Serienfahrzeugen nicht realisiert, da der TOPAS-Auflieger etwa 150.000 DM (ca. 75.000 Euro) teurer war als gleichartige Tankfahrzeuge ohne diese Sicherheitseinrichtungen. Merkmale wie der tiefliegende Schwerpunkt des Tankaufbaus, der Doppelwandtank oder Reflektorstreifen sind heute jedoch Standard. Einige Sicherheits-Elemente, wie seitliche Schutzvorrichtungen, Reflektorstreifen und ABS, sind mittlerweile für alle Lkw gesetzlich vorgeschrieben.
Das Wrack steht in der DASA – Arbeitswelt Ausstellung in Dortmund.